# Rui Duarte De Carvalho
Ruy Duarte De Carvalho (Santarém, 22 aprile 1941 – Swakopmund, 12 agosto 2010) è stato un regista, scrittore e poeta angolano.

## Biografia
Nato in Portogallo nel 1941, nel 1975 assunse la cittadinanza angolana. Dal 1975 al 1982 realizzò per la televisione angolana e per l'Istituto Angolano di Cinema circa venti documentari e un lungometraggio di fiction (Nelisita), premiato ai Festival di Amiens, Aveiro, Cartagine, Ouagadougou e Harare. Autore di dieci volumi di poesie, nel 1989 gli venne attribuito il Premio Nazionale di Letteratura angolana. Laureato in antropologia sociale, è stato docente presso l'Università Agostino Neto a Luanda.

## Filmografia

### Regista
- Sou Angoland, trabalho com forca – 5 documentari TV (1975)
- Uma festa para viver – film TV (1976)
- Angola 76, é a vez da voz do povo – 3 documentari TV (1977)
- Faz là coragem, camarada (1977)
- Presente angolano, tempo mumulie – 10 documentari TV (1979)
- O balango do tempo na cena de Angola – documentario (1982)
- Nelisita (1982)
- Mola - O recado das ilhas (1982)